# I. razred nogometnog Prvenstva Zagreba 1952./53.
I. razred Prvenstva Zagreba je bila liga 4. stupnja nogometnog prvenstva Jugoslavije za sezonu 1952./53. 

Sudjelovalo je 10 klubova, a prvak je bio "Rade Končar" iz Zagreba.

## Ljestvica
| mj. | klub               | ut.      | pob.     | ner.     | por.     | gol+     | gol-     | bod      |
| --- | ------------------ | -------- | -------- | -------- | -------- | -------- | -------- | -------- |
| 1.  | Rade Končar Zagreb | 16       | 14       | 0        | 2        | 53       | 12       | 28       |
| 2.  | Slavija Zagreb     | 16       | 9        | 4        | 3        | 36       | 23       | 22       |
| 3.  | Borac Zagreb       | 16       | 8        | 3        | 5        | 41       | 27       | 19       |
| 4.  | ZET Zagreb         | 16       | 8        | 2        | 6        | 36       | 27       | 18       |
| 5.  | Građevinar Zagreb  | 16       | 6        | 4        | 4        | 41       | 32       | 16       |
| 6.  | Maksimir Zagreb    | 16       | 7        | 2        | 7        | 32       | 38       | 16       |
| 7.  | ŽKM Zagreb         | 16       | 4        | 5        | 7        | 31       | 41       | 13       |
| 8.  | Kustošija Zagreb   | 16       | 4        | 3        | 9        | 29       | 40       | 11       |
| 9.  | Zubar Zagreb       | 16       | 0        | 1        | 15       | 5        | 64       | 1        |
|     | Spartak Zagreb     | odustali | odustali | odustali | odustali | odustali | odustali | odustali |

- Spartak odustao od natjecanja nakon 5. kola

## Rezultatska križaljka
| kratica | klub               | BOR                 | GRA | KUS      | MAK | RAK | SLA      | ZET      | ZUB      | ŽKM | SPA      |
| --- | ------------------ | ------------------- | --- | -------- | --- | --- | -------- | -------- | -------- | --- | -------- |
| BOR | Borac Zagreb       |                     | 3:2 | 3:1      | 5:1 |     | 2:2      | 0:2      |          | 5:0 | 4:2      |
| GRA | Građevinar Zagreb  | 1:1                 |     | 5:1      | 3:2 | 0:2 | 2:3      | 1:5      | 5:0      | 2:2 | 3:2      |
| KUS | Kustošija Zagreb   | 2:5                 | 1:3 |          | 2:1 | 1:3 | 1:1      | 1:2      | 4:0      |     | 3:0 p.f. |
| MAK | Maksimir Zagreb    | 4:2                 | 1:7 | 4:2      |     | 3:2 | 1:3      | 2:1      | 2:0      | 3:3 |          |
| RAK | Rade Končar Zagreb | 1:1, 3:0 p.f. , 1:0 | 3:1 | 4:1      | 6:0 |     | 2:0      | 4:3      | 3:0 p.f. | 4:0 | 3:0 p.f. |
| SLA | Slavija Zagreb     | 3:0                 | 3:3 | 4:2      | 0:3 | 3:1 |          | 0:0      |          | 3:0 | 3:0      |
| ZET | ZET Zagreb         | 2:4                 | 2:0 | 1:1      | 2:1 | 1:5 | 1:4      |          | 11:1     | 3:1 | 3:0 p.f. |
| ZUB | Zubar Zagreb       | 0:4, 1:5            | 1:1 | 1:4      | 0:3 | 0:6 | 0:3, 0:3 | 0:3 p.f. |          | 0:3 |          |
| ŽKM | ŽKM Zagreb         | 2:2                 | 3:5 | 2:2, 1:3 | 1:1 | 2:5 | 5:1      | 2:1      | 3:1      |     | 3:0 p.f. |
| SPA | Spartak Zagreb     |                     |     |          |     |     |          |          | 1:3      |     |          |
| |                    |                     |     |          |     |     |          |          |          |     |          |
| podebljan rezultat - utakmice od 1. do 9. kola (1. utakmica između klubova) rezultat normalne debljine - utakmice od 10. do 18. kola (2. utakmica između klubova) rezultat nakošen - nije vidljiv redoslijed odigravanja međusobnih utakmica iz dostupnih izvora rezultat nakošen i smanjen * - iz dostupnih izvora nije uočljiv domaćin susreta prekrižen rezultat - poništena ili brisana utakmica p - utakmica prekinuta 3:0 p.f. / 0:3 p.f. - rezultat 3:0 bez borbe |                    |                     |     |          |     |     |          |          |          |     |          |

 Izvori: 

## Poveznice
- Prvenstva Zagrebačkog nogometnog podsaveza
- Zagrebački nogometni podsavez